# Clarence Emir Allen
 (juin 2022).
Si vous disposez d'ouvrages ou d'articles de référence ou si vous connaissez des sites web de qualité traitant du thème abordé ici, merci de compléter l'article en donnant les références utiles à sa vérifiabilité et en les liant à la section « Notes et références ».
Clarence Emir Allen (8 septembre 1852 - 9 juillet 1932) était un représentant américain de l'Utah.

## Biographie
Né à Girard Township, en Pennsylvanie, Allen a fréquenté l’école de district et le Girard College (en). Il a étudié le droit et est diplômé de la Western Reserve College, alors situé dans la ville d'Hudson, il devient membre en 1877 de la prestigieuse fraternité Phi Beta Kappa.

### Famille
Après l’obtention de son diplôme, Allen a épousé Corinne Marie Tuckerman. Ils ont eu sept enfants : cinq filles, dont une est morte en bas âge, et deux garçons. Leur fille Florence Ellinwood Allen, est devenue la première femme à siéger à la Cour suprême de l'Ohio, et la première femme juge à siéger à une cour fédérale, à la Cour d'appel des États-Unis pour le sixième circuit. Une autre fille, Esther Allen Gaw, a été doyenne des femmes à l'Université d'État de l'Ohio. Leurs deux fils sont décédés lors de la Première Guerre mondiale. Trois de leurs filles, Florence, Esther et Helen, sont diplômées de l'université Case Western Reserve.

### Performance sportive
Au milieu des années 1870, Allen concourt dans l'équipe du  Western Reserve College. Il est crédité comme le premier joueur de baseball universitaire à perfectionner la technique de la balle courbe, et n’a notamment jamais perdu un match une fois maîtrisée cette technique. Avec son coéquipier John P. Barden, Allen joue au niveau professionnel avec les Keystones d’Érié pendant l’été 1876. C'est pendant ce séjour qu'il avait appris le concept de balle courbe d’un lanceur compétitif de Pittsburgh, le perfectionnant dans les rangs universitaires.

### Vie professionnelle et politique
Allen fut professeur de grec au Western Reserve College de 1880 à 1881. Il s’installe à Salt Lake City, dans le territoire de l'Utah, en août 1881 et devient professeur au LDS Business Collège (plus tard Collège de l'Église de Jésus-Christ des saints des derniers jours) jusqu’en 1886, date à laquelle il démissionne pour s’engager dans des activités minières. Il fut membre de la Chambre des représentants du territoire en 1888, 1890 et 1894.
Allen et sa femme Corinne, (du Smith College), ont tous deux fortement soutenu l’éducation publique. Allen est crédité d’être l’auteur d’un projet de loi adopté par la législature territoriale en 1890 qui prévoyait des écoles publiques gratuites pour les élèves âgés de six à dix-huit ans. Certains l’ont appelé le « père des écoles libres de l’Utah ».
Il fut admis au barreau en 1893 et commença à pratiquer à Salt Lake City. Il fut candidat libéral malheureux aux élections de 1892 comme délégué territorial au cinquante-troisième Congrès. Il est délégué à la Convention nationale républicaine en 1892 et 1896.
Avec l’admission de l’Utah en tant qu’État dans l’Union, Allen devient le premier Représentant de l'État pour le parti républicain au cinquante-quatrième Congrès et a servi du 4 janvier 1896 au 3 mars 1897. Il refusa d’être candidat à sa réélection en 1896.
Il reprit ses anciennes activités minières jusqu’en 1922, date à laquelle il se retira des affaires et résida à Columbus, dans l'Ohio, jusqu’en 1931. Il meurt à Escondido, en Californie, le 9 juillet 1932. Son corps a été incinéré et ses cendres enterrées dans le cimetière Mount Olivet de Salt Lake City.

### Source
- (en) Cet article est partiellement ou en totalité issu de l’article de Wikipédia en anglais intitulé « Clarence Emir Allen » (voir la liste des auteurs).